# 仙石政辰
仙石 政辰（せんごく まさとき）は、但馬国出石藩3代藩主。出石藩仙石家6代。

## 生涯
享保8年（1723年）8月21日、出石藩仙石家の分家で2千700石の旗本であった仙石政因の7男として生まれた。政因の父・政勝は出石藩の初代藩主・政明の補佐役を務めた。政勝は第2代藩主・政房の生母の父であることから、政辰は政房の母方の従弟にあたる。
享保17年（1732年）8月3日、政房の婿養子となる。享保20年（1735年）に養父が死去したため、家督を継いだ。藩政では財政難のため、宝暦2年（1752年）に上米を行なっており、学問の振興にも努めた。しかし明和5年（1768年）11月20日に強訴が行なわれるなど、藩政は混乱している。また寛保二年江戸洪水のために西国大名の手伝い普請に参加した。
安永8年（1779年）8月24日に出石で死去した。享年57。はじめ養子に迎えていた政芳（政房の六男）は早世したため、跡を婿養子の久行が継いだ。

## 系譜
- 父：仙石政因（1670-1740）
- 母：長音院 - 小山氏
- 養父：仙石政房（1673-1735）
- 正室：増子 - 須磨子、貞相院、仙石政房の娘
- 生母不明の子女
  - 男子：仙石政直
  - 男子：仙石久保
  - 女子：明子 - 照慈院、仙石久行正室
  - 女子：十子 - 小笠原貞温正室
  - 女子：井上正広正室
- 養子
  - 男子：仙石政芳（1733-1753） - 仙石政房の六男
  - 男子：仙石久行（1753-1785） - 仙石久近の三男

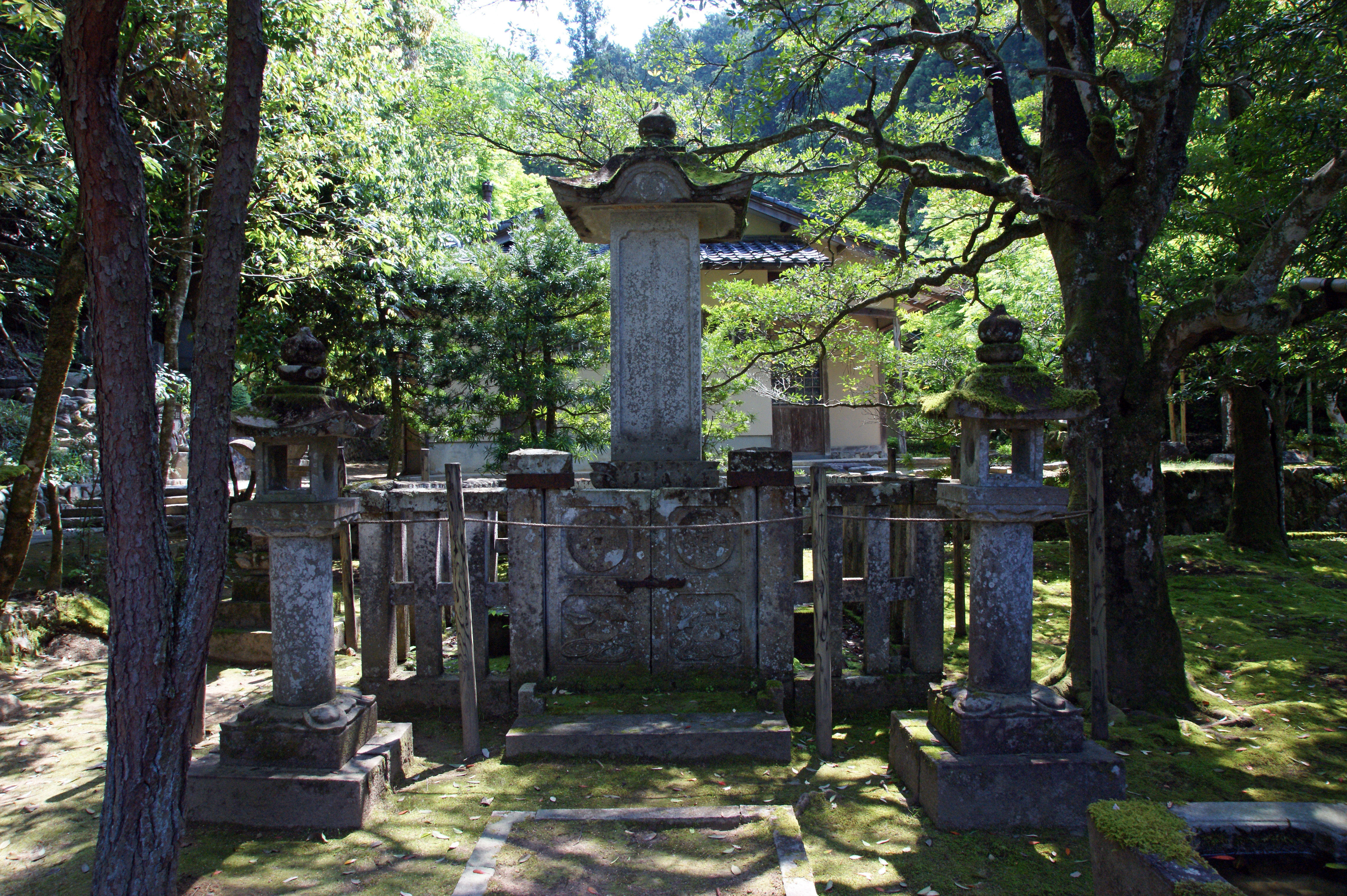
政辰の墓所（宗鏡寺）